# 96 Minutes
96 Minutes (96 minutos en España) es una película de acción y drama, dirigida por Aimee Lagos y protagonizada por Brittany Snow, Evan Ross, Christian Serratos y Sylvia Jefferies. Fue estrenada el 27 de abril de 2012 en los Estados Unidos.

## Argumento
Cuatro jóvenes que luchan por encontrar su camino en la vida, se ven atrapados en un robo de coches con nefastas consecuencias. El argumento se desarrolla en tiempo real y nos habla de las cuatro historias diferentes que terminan por cruzarse en función de su fatídico destino.

## Reparto
| Actor               | Personaje |
| ------------------- | --------- |
| Evan Ross           | Dre       |
| Brittany Snow       | Carly     |
| Christian Serratos  | Lena      |
| J Michael Trautmann | Kevin     |